# Orland (Maine)
Orland – miasto w Stanach Zjednoczonych, w stanie Maine, w hrabstwie Hancock.